# Le Mesnil-Théribus
Le Mesnil-Théribus ist eine französische Gemeinde mit 776 Einwohnern (Stand 1. Januar 2022) im Département Oise in der Region Hauts-de-France. Die Gemeinde liegt im Arrondissement Beauvais und ist Teil der Communauté de communes du Vexin Thelle und des Kantons Chaumont-en-Vexin.

## Geographie
Die Gemeinde Le Mesnil-Théribus liegt in der Landschaft Vexin français am Ende eines Seitentals der Troësne, 15 Kilometer östlich von Gisors und 17 Kilometer südwestlich von Beauvais. Sie wurde von 1905 bis 1934 von einer meterspurigen Sekundärbahn von Méru nach Labosse bedient. Nachbargemeinden von Le Mesnil-Théribus sind Les Hauts-Talican im Norden und Nordosten, Montchevreuil im Osten, Süden und Westen sowie Jouy-sous-Thelle im Nordwesten.

## Einwohner
| Jahr                       | 1962 | 1968 | 1975 | 1982 | 1990 | 1999 | 2010 | 2021 |
| -------------------------- | ---- | ---- | ---- | ---- | ---- | ---- | ---- | ---- |
| Einwohner                  | 383  | 441  | 429  | 491  | 601  | 678  | 825  | 786  |
| Quellen: Cassini und INSEE |      |      |      |      |      |      |      |      |

## Sehenswürdigkeiten
- Schloss Théribus, dessen Ursprünge auf das 17. Jahrhundert zurückgehen, mit Taubenhaus, Communs, Kapelle und englischem Park, 2007 als Monument historique eingetragen[1]
- Schloss Beaufresne vom Ende des 18. Jahrhunderts im Süden der Gemeinde, von 1896 bis zu ihrem Tod 1926 Wohnsitz der amerikanischen Malerin Mary Cassatt
- mehrfach erneuerte Kirche Saint-Léger[2]

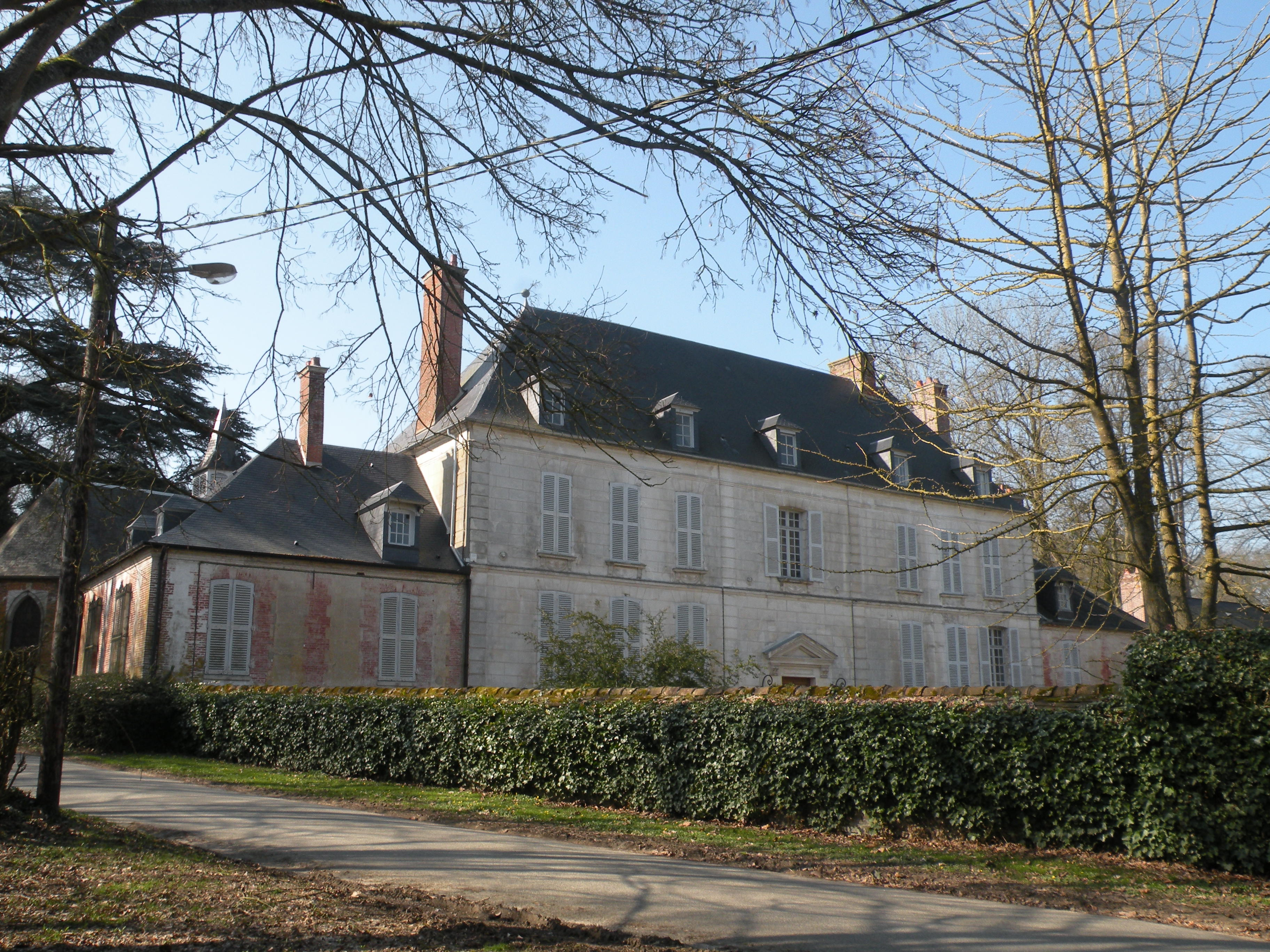
Schloss Théribus im Norden der Gemeinde
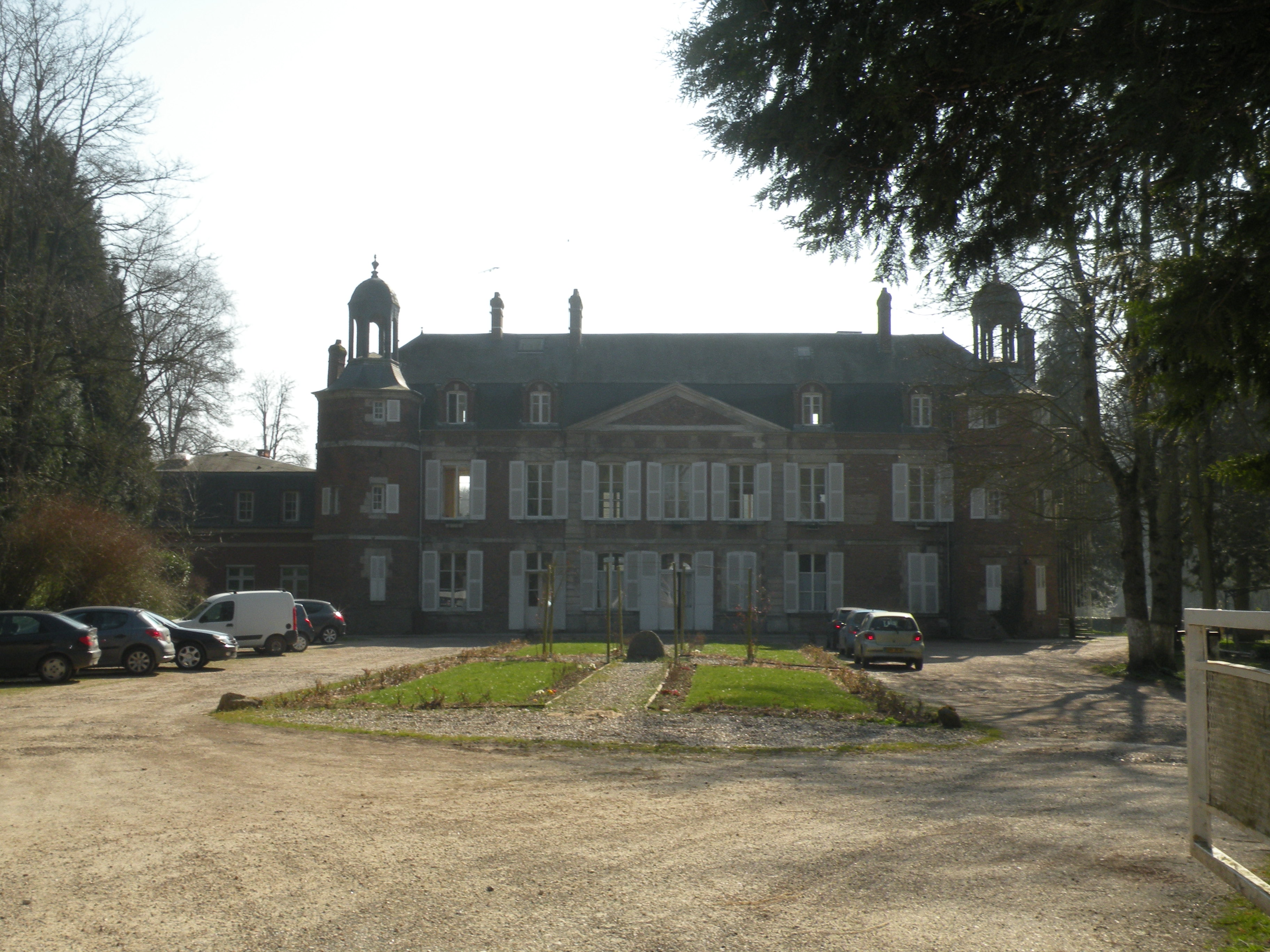
Schloss Beaufresne
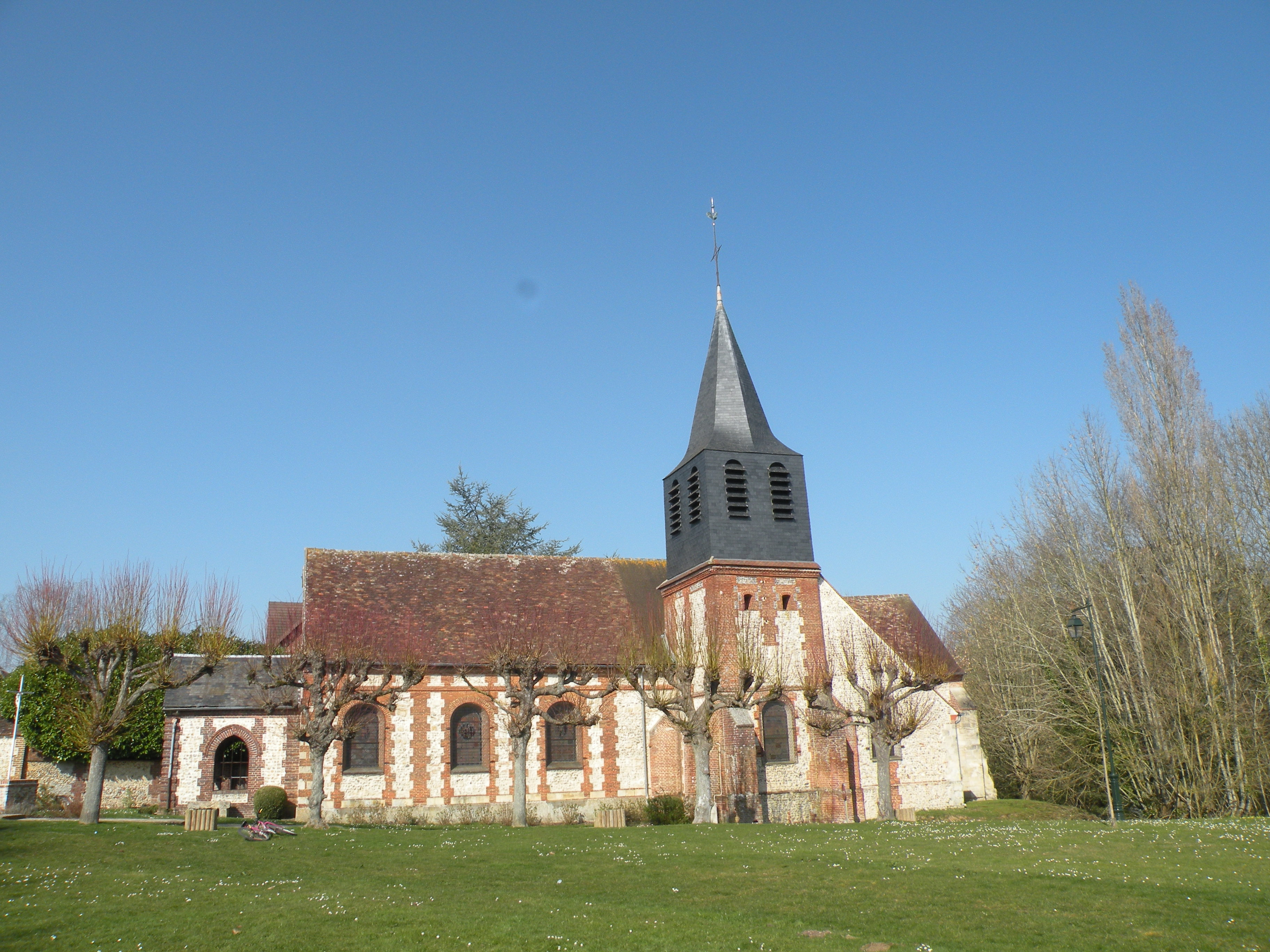
Kirche Saint-Léger

## Persönlichkeiten
- Mary Cassatt (1844–1926), amerikanische Malerin, hier verstorben